# Stribe (tegneserie)
 For alternative betydninger, se Stribe. (Se også artikler, som begynder med Stribe)
En stribe (fra engelsk comic strip) er en tegneserie, bragt i avis, magasin, ugeblad e.l. med 1 stribe ad gangen. Der kan være tale om en fortsat handling (eks.Tintin, Fantomet, Ernie) eller om afsluttede enkelthistorier, som kun fylder en stribe (eks. Ferd'nand, Radiserne, Basserne). I flere tilfælde har der om søndagen været en helsides udgave af den enkelte serie, nogle gange med fortsat handling fra dagstriben, og i andre tilfælde med sin egen, parallelle handling.
Mange serier, som er startet som avisstribe, er senere blevet udgivet som album eller pocketbog (billigbog).
Nogle af de mest kendte er nok Anders And, som har kørt som avisstribe tegnet af Al Taliaferro, og førnævnte Tintin af Hergé.